# Gang Cops
Gang Cops ist ein US-amerikanischer Kurz-Dokumentarfilm von Thomas B. Fleming und Daniel Marks aus dem Jahr 1987.

## Handlung
Der Film dokumentiert die Arbeit der Special Gang Unit des Los Angeles County Sheriff's Department die in South Central Los Angeles versuchen die Aktivitäten der Bloods und Crips einzudämmen. Er besteht aus Interviewpassagen mit Gangmitgliedern, Einsatzbesprechungen und Aufnahmen von Einsätzen. Die Szenen werden unkommentiert gezeigt.

## Hintergrund
Der Film wurde vom USC Center for Visual Anthropology und der USC School of Cinematic Arts  produziert. Daniel Marks ist kein Filmemacher im engeren Sinne, sondern studierte Anthropologie an der University of Southern California. der Film war für ihn nur ein Medium menschliches Verhalten zu analysieren.
Der Film wurde bei der Oscarverleihung 1989 als Bester Dokumentar-Kurzfilm nominiert.